# 세타가야 일가족 살인 사건

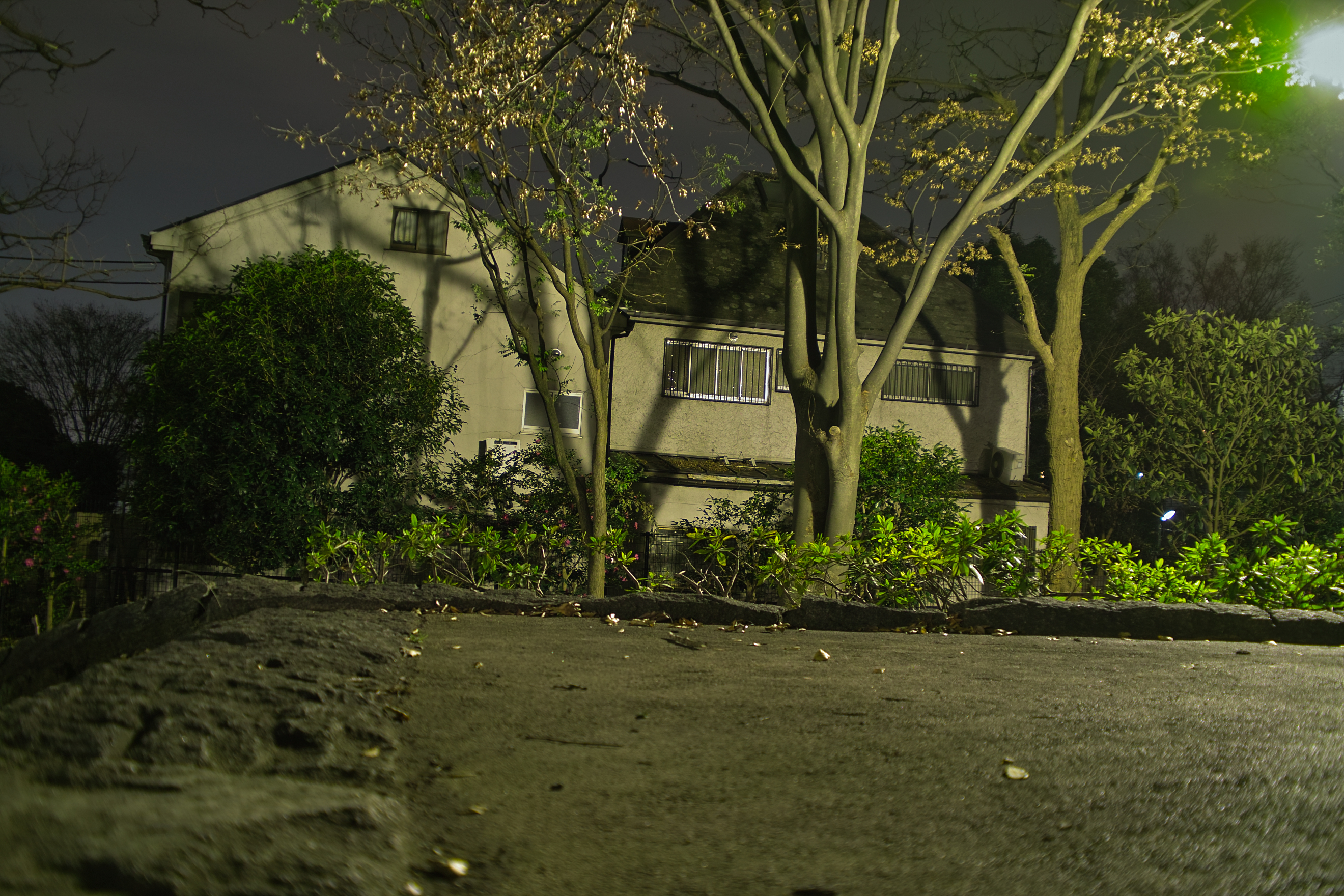
사건 현장 (피해자의 집)

세타가야 일가족 살인사건(일본어: 世田谷一家殺害事件)은 2000년 일본 도쿄도의 세타가야구에서 일가족 4명이 살해당한 사건이다. 사건의 범인은 아직 특정되어 있지 않고, 미해결 사건이다. 2000년 12월 31일 아침, 도쿄도 세타가야구의 자택에서 미야자와 미키오(宮沢みきお, 당시 44세), 부인 야스코(泰子, 당시 41세), 딸 니이나(にいな, 당시 8세), 아들 레이(礼, 당시 6세)가 숨져있는 것을 부인 야스코의 어머니가 발견했다. 범인은 칼에 의한 척살이나 교살하여 피해자를 살해했다. 범인은 너무나도 많은 유류품들을 남겼지만 검거할만한 실마리는 찾을 수 없었다. 또한, 범인은 범행 후 자택 안에서 일가족의 물건들을 사용하고 생리활동을 하는 등 극히 대담하고 엽기적인 행동들을 보였다.